# Zerai Deres 1616
L'SKR-94, in russo СКР-94? (dal 1972 Krasnodarskij Komsomolec, Краснодарский Комсомолец, lett. "Giovane comunista di Krasnodar"), è stata una corvetta della classe Petya (159A) della Marina militare sovietica, ceduta nel 1983 alla Marina militare etiope e ribattezzata Zerai Deres 1616 (in amarico ዘርኣይ ደረስ; in russo Зерай Дерес?), in onore dell'omonimo personaggio storico.

## Storia
La nave fu realizzata a Kaliningrad a partire dal marzo 1968 e fu varata il 22 ottobre dello stesso anno, entrando in servizio il 30 dicembre 1969.
Il 9 gennaio 1970 fu assegnata alla Flotta del Mar Nero e trasferita dal Mar Baltico a Sebastopoli, mentre il 12 ottobre 1972 fu rinominata Krasnodarsij Komsomolec.
Ritirata dall'ordine di battaglia il 15 settembre 1979, fu conservata a Donuzlav.
Il 21 luglio 1983 venne venduta all'Etiopia. La nave assunse dapprima il nome di P-1616 e poi, nel 1989, di Zerai Deres 1616, e venne affondata nel 1991, durante la guerra d'indipendenza dell'Eritrea, nei pressi dell'isola di Nocra.
Il relitto è stato in seguito recuperato e smantellato a Gibuti.